# Predrag Samardžiski
Predrag Samardžiski (Skoplje, 11. travnja 1986.) je makedonski profesionalni košarkaš. Igra na poziciji centra.

## Vanjske poveznice
- Profil na NLB.com
- Profil na Nbadraft.net
- Profil na NBA.com